# Samuel Plouhinec

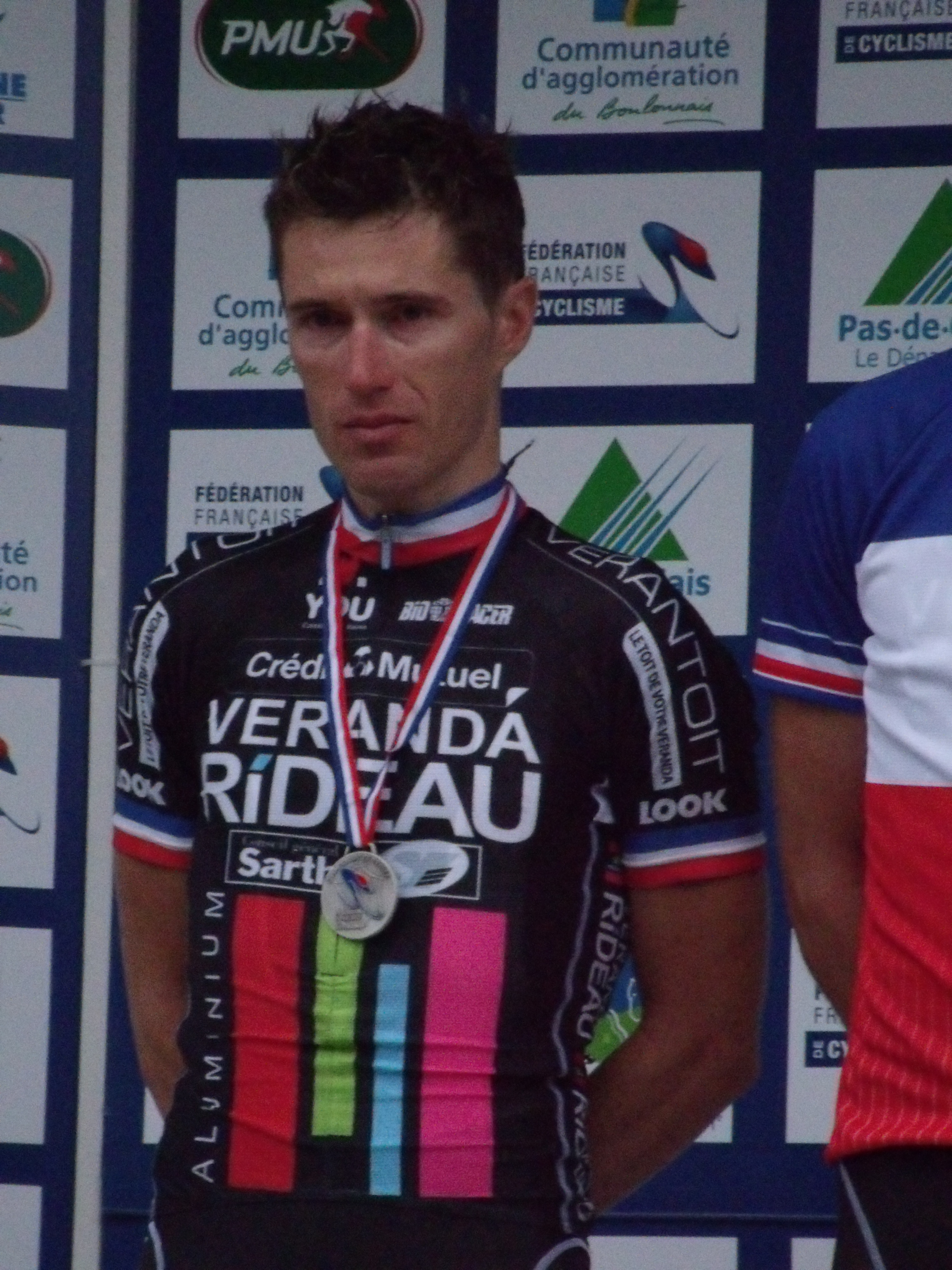
Samuel Plouhinec bei der französischen Meisterschaft 2011

Samuel Plouhinec (* 5. März 1976 in Le Mans) ist ein französischer Radrennfahrer.
Samuel Plouhinec fuhr 1997 als Stagiaire bei Cofidis und bekam für die folgende Saison einen Profivertrag. Er fuhr dort zwei Jahre, konnte aber keinen nennenswerte Erfolg erzielen. 2000 gewann er eine Etappe bei der Tour de L’Ain/Prix de l’Amitié und fuhr im Jahr darauf für die französische Mannschaft Jean Delatour. Anschließend war er drei Jahre ohne Team, bis er 2005 bei dem Continental Team Bretagne-Jean Floc’h unterkam. In diesem Jahr konnte er erneut eine Etappe bei der Tour de L’Ain/Prix de l’Amitié für sich entscheiden. Ab 2006 fuhr er für das Professional Continental Team Agritubel. 2006 nahm er an der Tour de France teil, konnte sie aber auf Grund von Rückenschmerzen nicht beenden.
2007 beendete Plouhinec seine Karriere als Berufsradfahrer. 2013 feierte er sein Comeback als Teilzeit-Mitglied des nationalen Teams Peltrax- C.S.Dammarie-lés-Lys 2014. Seitdem konnte er mehrere regionale Rennen für sich entscheiden, wie die Tour des Mauges und die Meisterschaft der Île-de-France im Einzelzeitfahren.

## Erfolge
2009
- eine Etappe Boucles de la Mayenne

## Teams
- 1997 Cofidis (Stagiaire)
- 1998 Cofidis
- 1999 Cofidis
- 2000 Jean Delatour
- 2001 Jean Delatour

...
- 2005 Bretagne-Jean Floc’h
- 2006 Agritubel
- 2007 Agritubel
- 2008 Team Perche Agem 72
- 2009 Team Wilo Agem 72
- 2010 Team Véranda Rideau 72
- 2011 Véranda Rideau Sarthe

...
- 2013 Team Peltrax-CS Dammarie-lès-Lys
- 2014 Team Peltrax-CS Dammarie-lès-Lys
- 2015 Team Peltrax-CS Dammarie-lès-Lys